# Atlantis-veld
Atlantis is een olieveld onder de Golf van Mexico op het Amerikaanse continentale plat, 200 kilometer zuid van New Orleans.
BP boorde in mei 1998 met de Ocean America olie aan in blok Green Canyon 826. In 2002 werd besloten het veld in productie te nemen. Daarbij werd als productieplatform een halfafzinkbaar platform gekozen, een GVA 27000-ontwerp van GVA. Deze werd gebouwd door Daewoo Shipbuilding & Marine Engineering in Okpo in Zuid-Korea, terwijl het dek werd gebouwd door J. Ray McDermott in Morgan City, Louisiana. Het halfafzinkbare platform werd met de Mighty Servant 1 vervoerd naar Ingleside waar het dek werd geplaatst. Vanwege het actieve orkaanseizoen in 2005 waarbij Thunder Horse PDQ in de problemen raakte, werd het pas in 2006 naar locatie gesleept. Daar werd het door de Balder en Thialf met twaalf meerdraden via zuigankers aan de zeebodem verankerd.
De olie wordt naar de wal getransporteerd door de Caesar-pijpleiding, terwijl het aardgas via de Cleopatra-pijpleiding loopt, beide onderdeel van de Mardi Gras exportpijpleidingen.